# Jennifer Guthrie
Jennifer Guthrie, née le 5 novembre 1969, est une actrice américaine de télévision connue pour le rôle d'Annie Sloane dans la série télévisée Parker Lewis ne perd jamais (1991-1992).
Elle a aussi fait des apparitions dans Hôpital central en 1990-91, et dans le pilote de série télévisée basée sur le film Nuit de folie (Adventures in Babysitting) en 1989.

## Séries télévisées
- 1991–1993 : Parker Lewis ne perd jamais de Rob Bowman : Annie Sloan (26 épisodes)
- 1993 : Le Rebelle de Ralph Hemecker : Maryanne Perry (saison 2)
- 1995 : Seinfeld d'Andy Ackerman : Lena (saison 7)
- 1998 : Sex and the City : Patience (2 épisodes)